# Lindeberg, Akershus
Lindeberg är en tätort i Lillestrøms kommun i Akershus fylke i sydöstra Norge. Orten ligger vid Europaväg 6 och Hovedbanen.